# Charles M. Rice
Charles M. Rice (Sacramento, 25 de agosto de 1952) es un virólogo estadounidense. Se hizo acreedor, en el 2020, al Premio Nobel en Fisiología o Medicina, por su «contribución decisiva a la lucha contra la hepatitis de transmisión sanguínea» con el «descubrimiento del virus de la hepatitis C», junto con Harvey James Alter y Michael Houghton.

## Biografía
Charles Moen Rice nació el 25 de agosto de 1952 en Sacramento, California. Rice se graduó como Phi Beta Kappa con una licenciatura en zoología de la Universidad de California, Davis, en 1974. En 1981, recibió su doctorado en bioquímica del Instituto de Tecnología de California, donde estudió virus de ARN en el laboratorio de James Strauss. Permaneció en Caltech durante cuatro años para hacer investigación postdoctoral.

## Trayectoria
Después de su trabajo postdoctoral, Rice se trasladó con su grupo de investigación a la Facultad de Medicina de la Universidad de Washington en 1986, donde permaneció hasta 2001.
Rice ha sido profesor Maurice R. y Corinne P. Greenberg en la Universidad Rockefeller desde 2001. También es profesor adjunto en la Facultad de Medicina de la Universidad de Washington y la Universidad de Cornell. Ha trabajado en comités de la Administración de Alimentos y Medicamentos, los Institutos Nacionales de Salud y la Organización Mundial de la Salud.
Fue editor de Journal of Experimental Medicine de 2003 a 2007, Journal of Virology de 2003 a 2008 y PLoS Pathogens desde 2005 hasta la actualidad. Ha sido autor de más de 400 publicaciones revisadas por pares.

## Investigaciones
Mientras estaba en Caltech, estuvo involucrado en la investigación del genoma del virus Sindbis y el establecimiento de los flavivirus como su propia familia de virus. La cepa del virus de la fiebre amarilla que utilizó para este trabajo se utilizó finalmente para el desarrollo de la vacuna contra la fiebre amarilla. Mientras exploraba el virus Sindbis, Rice describió cómo produjo ARN de flavivirus infeccioso en el laboratorio en un artículo de 1989 publicado en The New Biologist. El documento atrajo la atención de Stephen Feinstone, que estaba estudiando el virus de la hepatitis C y sugirió que Rice usara la técnica para desarrollar una vacuna contra la hepatitis C. En 1997, Rice cultivó el primer clon infeccioso del virus de la hepatitis C para su uso en estudios con chimpancés. en quien el virus también era endémico. En 2005, Rice también formó parte de un equipo que demostró que una cepa de una forma aguda del virus identificado en un paciente humano puede ser forzada a replicarse en un laboratorio. La contribución de Rice a la investigación de la hepatitis C le ha valido muchos premios.

## Premios
- 1986 Beca Pew Charitable Trust
- 2004 Miembro electo de la Asociación Estadounidense para el Avance de la Ciencia
- 2005 Miembro electo de la Academia Nacional de Ciencias .[8]
- 2005 Miembro electo de la Academia Estadounidense de Microbiología.[9]
- Premio de Virología 2007 MW Beijerinck [10]
- Premio Robert Koch 2015[11]
- Premio de salud Artois-Baillet Latour 2016
- Premio Lasker 2016 [12]
- Premio Nobel 2020 de Fisiología o Medicina.